# Vicomté de Limoges
876–1589
Entités suivantes :
- Limousin

Entre Limoges, Brive et Périgueux les vicomtes de Limoges, dits aussi vicomtes de Ségur, ont accordé la vicomté de Limoges quand Foulques (Fulcherius) de Limoges est créé le premier vicomte en 876, et dont le dernier héritier sera Henri IV au XVIe siècle. La vicomté de Limoges dite aussi vicomté de Ségur (Ségur étant la résidence principale des vicomtes au cœur de leur domaine) passa de la famille de Limoges-Ségur à celle des Bretagne, puis aux Blois-Bretagne, aux d'Albret et enfin aux Bourbons (voir la liste des vicomtes de Limoges).
Leur territoire comprenait les châteaux de Ségur, d'Excideuil, d'Aixe sur Vienne, d'Auberoche et de Nontron. Il s'étendait sur tout ou partie des départements actuels de la Haute-Vienne, de la Dordogne et de la Corrèze.

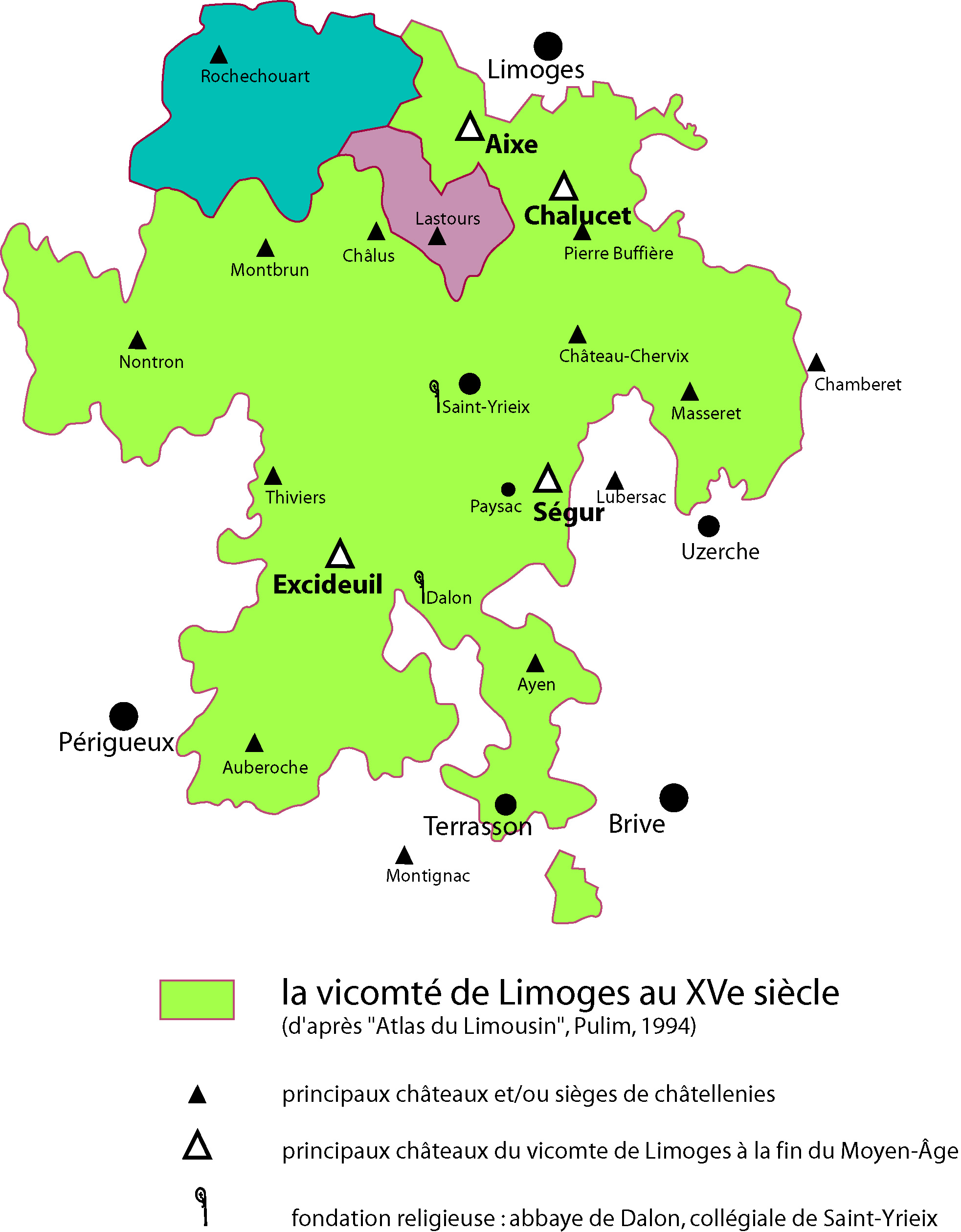
Au sud de l'abbaye de Dalon, on trouve Hautefort et au sud de Lubersac on trouve Pompadour. Deux fiefs des Lastours, donc, « princes de la terre limousine » certes, mais moins puissants que les familles vicomtales : Limoges, Comborn, Turenne, Ventadour, Aubusson, Rochechouart.

## Le château de Ségur
Bâti dans un cingle de l'Auvézère, à la limite des paroisses de Saint-Eloi, Saint Julien, Payzac et Beyssenac, le site est naturellement défensif.
Le verteil (quartier des milites castri, les chevaliers défenseurs du château) de Ségur était la résidence des Pérusse (futurs ducs des Cars), des Bonneval[réf. nécessaire] (futurs marquis de Bonneval dont le pacha), des Hélie[réf. nécessaire] (futurs marquis de Pompadour), des Prévot[réf. nécessaire].
Actuellement, le château haut est en ruine. Seul subsiste aujourd'hui l'hôtel des Pérusse dans le verteil qui ne se visite pas (2011).

## Le château d'Excideuil
Il reste deux grosses tours jointes par un mur écran autrefois pignon de l'aula.
Le logis principal (XVIe ou XVIIe siècle ?) a été doublé en largeur au début du XXe siècle.
Côté ville, le verteil des milites castri présente vers l'extérieur une belle porte renaissance.

## Le château d'Aixe
L'immense forteresse s'étendait depuis l'éperon rocheux dominant la confluence de l'Aixette et de la Vienne jusqu'au quartier de Bourgneuf, des tours défensives se trouvaient même sur les bords de l'Aixette. Du château originel, il ne subsiste que quelques pans de mur qui domine la route nationale et les deux ponts.
Voir aussi Aixe-sur-Vienne.

## La tour du Plô à St Yrieix-la-Perche
La tour du Plô fait partie des donjons limousins. Elle a été érigée au XIIe siècle, vers 1140-1160 d'après les détails architecturaux. Elle a été classée au titre des monuments historiques en 1998. C'est le seul vestige de l'enceinte qui entourait le moutier de Saint-Yrieix.

## Le château d'Auberoche
Le successeur de l'évêque Frotaire, fondateur du castrum, aurait procédé à l'inféodation de la place en faveur du vicomte de Limoges, probablement vers 1037, 1059, afin d'acquérir la protection de ce potentat laïque contre le comte de Périgord. 
Le vicomte de Limoges reconnaît, pour Auberoche, l'évêque de Périgueux comme son suzerain dès le dernier tiers du XIIe siècle (1154-1157). Par l'inféodation épiscopale, le vicomte de Limoges étendait sa domination jusqu'aux portes du siège épiscopal et comtal Périgourdin. C'est sur cette base d’appui que s'exerça et se maintint aux portes de Périgueux le pouvoir politique et économique des vicomtes de Limoges. Le château devint le centre d'une châtellenie qui englobait dans son ressort seize paroisses en 1365 et contrôlait dans ses extrémités deux grands courants de circulation convergents vers la ville Périgueux, par la vallée de l'Auvézère et par la vallée du Manoir. 
Le pouvoir judiciaire et administratif était assuré sur l'étendue du district par un agent du vicomte de Limoges, prévôt, attesté dès septembre 1257. 
La rocca castri constitua un point d'ancrage pour un contingent de miles dont la présence à l'intérieur de ses murs est signalée dès le début du XIIe siècle. Ils sont les probables ancêtres de ces lignages chevaleresques qui seront à l'origine d'une éclosion de semis d'habitats, autour de leurs maisons fortes, dans le ressort de la châtellenie. L'implantation de ces résidences de damoiseaux ou chevaliers de paroisses, résulte sans doute d'une politique de concession de fiefs à charge d'hommage-lige. Ces tenures féodales prirent un caractère héréditaire et se transmirent par la règle de la primogéniture.